# ムアンローイエット郡
座標: 北緯16度3分12秒 東経103度39分12秒 / 北緯16.05333度 東経103.65333度
ムアンローイエット郡（ムアンローイエットぐん）はタイ東北部・ローイエット県の郡（アムプー）。同県の県庁所在地（ムアン）でもある。

## 名称
ローイエットはかつて11の衛星都市（ムアン）とそれに続く11の門があった。このため、101（10と1という意味、じゅういち）の街と書かれた、これが元になってローイエット（101、ひゃくいち）の街と呼ばれるようになった。

## 歴史
ローイエットは古くサケートナコーン王国が存在し、11の衛星都市を持った都市として機能した。しかし、その後衰退し、ローイエットは廃墟となった。
1713年、チャムパーサックの王、ソイシースントーンプッターンクーンは、チャオ・ケーオモンコンに移住者を引き連れさせバーントゥン（現在のスワンナプーム郡）に移住させた。その後、チャオ・ケーオモンコンは3人の子供を残すが、この息子、チャオ・ムートがバーントゥンの国主に、またその後、弟のチャオ・トンが国主になり、バーントゥンはアユタヤ王朝の属国となった。1772年トンブリー王朝王タークシンの命でバーントゥンからムアン・シープーム（スワンナプーム郡）に街が移動、その後、1775年、タークシン王はチャオ・トンをプラヤー・カッティヤウォンサーの官位に昇格させローイエットの国主とし、その弟、ターオ・オをプラヤー・ラッタナウォンサーの官位につけた。
1908年、ローイエットは郡となった。1913年、それまで公的にはパチムローイエット郡と呼ばれていたが、ムアンローイエット郡と改称された。

## 地理
チー川の支流の形成した平地にあり、郡内の主な水源も、同河川の水系の河川である。
国道23号線が東西に通っており、東にヤソートーン方面、西にマハーサーラカーム方面とつながっている。国道が北に向かって延びておりカーラシン方面とつながっている。国道2044号線が東北に延びておりポーントーン方面と、国道2043号線が東南に延びておりパノムプライ方面と、国道215号線が南南東に延びておりスワンナプーム方面と、国道214号線が南南西に延びておりカセートウィサイ方面と、国道2045号線が南西に延びておりパユッカプームピサイ方面に延びている。

## 経済
郡の主な産業は農業で、コメ、タバコ、魚などが生産されている。

## 行政区分
郡は15のタムボンに分かれ、さらにその下位に195の村（ムーバーン）がある。自治体（テーサバーン）があり以下のようになっている。
- テーサバーンムアン・ローイエット・・・タムボン・ナイムアン全体

また郡内には14のタムボン行政体（オンカーンボーリハーンスワンタムボン）がある。以下のリストで欠番のタムボンは市から分離してチャンハーン郡、シーソムデット郡となった郡である。
1. タムボン・ナイムアン・・・ตำบลในเมือง
2. タムボン・ロープムアン・・・ตำบลรอบเมือง
3. タムボン・ヌアムアン・・・ตำบลเหนือเมือง
4. タムボン・コーンケン・・・ตำบลขอนแก่น
5. タムボン・ナーポー・・・ตำบลนาโพธิ์
6. タムボン・サアートソムブーン・・・ตำบลสะอาดสมบูรณ์

1. タムボン・シーケーオ・・・ตำบลสีแก้ว
2. タムボン・ポーパーン・・・ตำบลปอภาร
3. タムボン・ノーンラン・・・ตำบลโนนรัง

1. タムボン・ノーンケーオ・・・ตำบลหนองแก้ว
2. タムボン・ノーンウェーン・・・ตำบลหนองแวง

1. タムボン・ドンラーン・・・ตำบลดงลาน

1. タムボン・ケーンヤイ・・・ตำบลแคนใหญ่
2. タムボン・ノーンターン・・・ตำบลโนนตาล
3. タムボン・ムアントーン・・・ตำบลเมืองทอง